# Richard Rodney Bennett
Sir Richard Rodney Bennett (29. marts 1936 i Broadstairs, Kent, England - 24. december 2012) var en engelsk komponist. 
Bennett komponerede i alle genre fra filmmusik til jazz og klassiskmusik. Han var mest kendt i den klassiske musik. 
Han studerede under Lennox Berkeley og Howard Ferguson på The Royal Academy of Music i London.
Han har skrevet 3 symfonier, koncerter for forskellige instrumenter, operaer, kormusik, orkesterværker, kammermusik og filmmusik. 
Han komponerede i morderne stil, og ynder at flette jazz elementer ind i sin musik.

## Udvalgte værker
- Symfoni nr. 1 (1965) - for orkester
- Symfoni nr. 2 (1968) - for orkester
- Symfoni nr. 3 (1987) - for orkester
- Sinfonietta (1984 ) - for orkester
- Koncert (1973) - for orkester
- klaverkoncert (1968) - for klaver og orkester
- Saxofonkoncert (1988) - for altsaxofon og orkester
- Trompetkoncert (1993) - for trompet og blæserorkester
- Koncert "Til Stan Getz" (1990) - for tenorsaxofon og strygeorkester
- "Elegi for Davis" (?) - for orkester
- "De fire årstider" (1991) - for blæserorkester
- "Farnham festival overture" (1964) - for orkester
- "Afsatsen" (1961)
- "Svovlminerne" (1963) - opera (i 3 akter)
- "Epithalamion" (1966) - for kor og orkester
- "Stave" (1974) - for sopran og orkester